# Grand prix littéraire de la ville de Sherbrooke
Le grand prix du livre de la Ville de Sherbrooke est un prix littéraire québécois. Il a remplacé en 2004 le grand prix littéraire de la Ville de Sherbrooke, qui a été créé en 1989 par l'Association des auteurs des Cantons de l'Est en collaboration avec le comité culturel de la Ville de Sherbrooke. Il a comme but de récompenser des œuvres d'écrivains qui résident ou travaillent dans la ville de Sherbrooke.  Il récompense des essais, des recueils de poésie et des œuvres de création littéraire d’exception depuis 1989. 
Les lauréats sont attribués tous les deux ans.

## [1]
- 1989 - Jovette Marchessault – Demande de travail sur les nébuleuses
- 1990 - Marie Page – Drôle d'école
- 1991 - Hélène Boissé – Et autres infidélités
- 1992 - Joseph Bonenfant – Passions du poétique
- 1994 - François Landry – Le Comédon
- 1996 - Hugues Corriveau – Courants dangereux
- 1998 - Patrick Nicol – Les Années confuses
- 2000 - Hugues Corriveau – Parc univers
- 2002 - Robert Giroux – Gymnastique de la voix
- 2004 :
  - Création littéraire - Christiane Lahaie – Hôtel des brumes
  - Essai - Micheline Dumont - La Pensée féministe au Québec, 1900-1985
  - Livre anglais - Thomas Fletcher - From Love Canal to Environmental Justice
- 2006 :
  - Création littéraire - Patrick Nicol – La Blonde de Patrick Nicol
  - Essai - Jacques Michon - Histoire de l'édition littéraire au Québec au XXe siècle, vol. 2
  - Livre anglais - Winfried Siemerling - The New North American Studies
- 2008 :
  - Création littéraire - Hugues Corriveau – Paroles pour un voyageur
  - Essai - André Marquis et Hélène Guy - L’Atelier d’écriture en questions
- 2010 :
  - Création littéraire : July Giguère, Rouge - presque noire
  - Essai : Micheline Dumont, Le Féminisme québécois raconté à Camille
- 2012 [2]:
  - Création littéraire : Louis Hamelin, La Constellation du Lynx[3]
  - Essai : Jacques Beaudry, Le tombeau de Carlo Michelstaedter
- 2018  :
  - Création littéraire : William S. Messier, Le basketball et ses fondamentaux
  - Essai : Alex Gagnon, La Communauté du dehors. Imaginaire social et crimes célèbres au Québec (XIXe – XXe siècles)
- 2020
  - Création littéraire : Véronique Grenier, Carnet de parc
  - Essai : Anthony Glinoer, La bohème – Une figure de l’imaginaire sociale
- 2022
  - Création littéraire :  Antonin Marquis, La diversité des tactiques
  - Essai : Étienne Beaulieu, Les rêves du ookpik
  - Poésie :  Nicholas Giguère, Freak Out in a Moonage Daydream
- 2024
  - Création littéraire : Anya Nousri, On m’a jeté l’œil
  - Essai : Pierre Hébert, Faut-il (encore) protéger la fiction?
  - Poésie :  Jean-Sébastien Huot, Une façon de conte